# Saint Clair Cemin
Saint Clair Cemin (* 24. září 1951) je brazilský sochař. Narodil se v Cruz Alta a v letech 1975 až 1978 studoval na École nationale supérieure des beaux-arts v Paříži. Nedlouho poté se přestěhoval do New Yorku a vydělával si mimo jiné tesařstvím. Jeho první sochařská výstava nesla název The Granny Ashtray. Později působil v Egyptě a znovu v Paříži, nakonec se však vrátil zpět do New Yorku. Jeho díla se nachází například ve sbírkách Muzea amerického umění Whitneyové (New York), Fonds national d'art contemporain (Paříž) a Muzea současného umění (Los Angeles).